# Атлантическа херинга
Атлантическата херинга (Clupea harengus, също селда) е морска стадна риба от семейство Селдови. Разпространена е в Атлантическия и Северния ледовит океан на север от островите Шпицберген и от западните райони на Баренцово море. Обитава крайбрежните води на водните басейни. Дължината на тялото на херингата достига до 50 – 55 cm, а теглото ѝ до около 2,5 кг. Тялото ѝ е странично сплескано, покрито с едри, лесноопадливи люспи. Живее до 20 години, а половата ѝ зрялост настъпва към 4-5-а година.
Размножаването в отделните стада протича в различно време. Плодовитостта на един такъв екземпляр е около 72 000 яйца. Важен обект в световния риболов. Херингата е член на групата особено полезни риби съдържащи рибни мазнини особено полезни за организма на човек и намаляващи опасност от редица болести в т. ч. болест на Алцхаймер. От херингата се прави традиционното руско рибно ястие Сельодка.